# Parastasia dolens
Parastasia dolens är en skalbaggsart som beskrevs av Leon Fairmaire 1879. Parastasia dolens ingår i släktet Parastasia och familjen Rutelidae. Inga underarter finns listade i Catalogue of Life.